# باول كان
باول كان (بالإنجليزية: Paul Kane)‏ (20 يونيو 1965 بإدنبرة في المملكة المتحدة - ) هو لاعب كرة قدم بريطاني في مركز الوسط. لعب مع أولدهام أثلتيك وسانت جونستون ونادي أبردين ونادي بارنسلي ونادي فيكينغ ونادي هيبرنيان ونادي كلايد.

## وصلات خارجية
- باول كان على موقع قاعدة بيانات كرة القدم.إي يو (الإنجليزية)
- باول كان على موقع Soccerbase.com (لاعب) (الإنجليزية)